# Istituti di cultura nazionali dell'Unione europea

Logo dell'EUNIC

La rete degli istituti di cultura nazionali dell'Unione europea (sigla: EUNIC, dall'inglese European Union National Institutes for Culture) è l'associazione degli istituti culturali degli stati membri dell'Unione europea, fondata a Bruxelles il 21 febbraio 2007.
Attualmente vi appartengono 39 organizzazioni dei 27 stati membri dell'Unione europea, del Regno Unito e dell'Ucraina.
Lo scopo dell'EUNIC è la creazione di una rete di collegamento e di collaborazione tra le istituzioni interessate, per rafforzare il miglioramento e la promozione della molteplicità culturale e la comprensione tra società europee, così come il dialogo internazionale e la collaborazione con i paesi al di fuori dell'Europa.
L'EUNIC lavora su due piani complementari: il primo consiste nei segretari o direttori generali delle istituzioni nazionali, il secondo comprende gli istituti culturali in città di tutto il mondo che collaborano al progetto comune. Dal 1º luglio 2012 sono presenti in tutto il mondo più di 80 reti nazionali.
L'EUNIC è amministrato mediante un incontro nazionale dei direttori delle organizzazioni membri. Essi eleggono al loro interno un presidente, un primo vicepresidente e un secondo vicepresidente. Ognuno rimane in carica per un anno a rotazione. Il presidente si avvale del supporto di tre collaboratori a tempo pieno.

## Consiglio direttivo
| Periodo   | Presidente              | Primo vicepresidente    | Secondo vicepresidente             |
| --------- | ----------------------- | ----------------------- | ---------------------------------- |
| 2012-2013 | Delphine Borione        | Charles-Etienne Lagasse | Annika Rembe                       |
| 2013-2014 | Charles-Etienne Lagasse | Annika Rembe            | Rafael Rodríguez-Ponga y Salamanca |

## Membri
- Austria - Österreich Institut, Bundesministerium für europäische und internationale Angelegenheiten
- Belgio - Wallonie-Bruxelles International, Departement Kanselarij en Buitenlandse Zaken
- Bulgaria - Ministerstvo na kulturata
- Rep. Ceca - Česká centra
- Cipro - Organismos Evropaikon Programmatonkai Politistikon Scheseon
- Croazia - Ministarstvo kulture i medija Republike Hrvatske
- Danimarca - Dansk Kulturinstitut
- Estonia - Eesti Instituut
- Finlandia - Suomen kulttuuri- ja tiedeinstituutit
- Francia - Alliance Française, Institut français, Ministère des Affaires étrangères
- Germania - Goethe-Institut, Institut für Auslandsbeziehungen
- Grecia - Ministero degli affari esteri della Repubblica Ellenica, Ellīniko Idryma Politismou
- Italia - Società Dante Alighieri, Ministero degli affari esteri (tramite la rete di Istituti italiani di cultura all'estero)
- Irlanda - Department of Tourism, Culture, Arts, Gaeltacht, Sport and Media
- Lettonia - Latvijas Investīciju un attīstības aģentūra
- Lituania - Lietuvos Kultūros Institutas
- Lussemburgo - Ministero degli affari esteri del Lussemburgo
- Malta - Arts Council Malta
- Paesi Bassi - DutchCulture
- Polonia - Instytut Adama Mickiewicza
- Portogallo - Instituto Camões
- Regno Unito - British Council
- Romania - Institutul Cultural Român
- Slovacchia - Ministerstvo zahraničných vecí a európskych záležitostí
- Slovenia - Ministrstvo za zunanje in evropske zadeve
- Spagna - Instituto Cervantes, Agencia Española de Cooperación Internacional para el Desarrollo
- Svezia - Svenska institutet
- Ucraina - Istituto ucraino
- Ungheria - Istituto Balassi